# خط مسابقه
خط مسابقه در ورزش‌های موتوری به مسیری گفته می‌شود که توسط یک راننده در یک پیچ یا گروهی از پیچ‌ها پیموده می‌شود و هدف آن، کمینه کردن زمان دور زدن است.
در تحلیل یک پیچ، خط بهینه خطی است که زمان طی شده در پیچ را کمینه و سرعت کل در پیچ را بیشینه کند. اگر راننده از مسیری با کمترین شعاع استفاده کند، مسافت طی شده در پیچ کم می‌شود. از سوی دیگر منحنی با شعاع بزرگتر می‌تواند سرعت متوسط بیشتری را ایجاد کند و مسافت بیشتر طی شده را جبران کند.

## بهینه‌سازی خط مسابقه
هدف اصلی رانندهٔ مسابقه تعیین خط بهینه در پیست مسابقه است. خط بهینه می‌تواند وابسته به تصمیم راننده برای دستیابی به کمترین زمان دور در مرحلهٔ تعیین خط، صرفه‌جویی در لاستیک و سوخت یا یافتن مسیری برای سبقت‌گیری از یک رانندهٔ دیگر در زمان مسابقه باشد.
پیست‌های مسابقه غالباً به چند بخش از جمله پیچ‌های معمولی، پیچ‌های دوتایی، مسیرهای شکسته و مسیرهای مستقیم تقسیم می‌شوند. یک پیچ نیز می‌تواند به چند بخش کاهش سرعت ورود به پیچ، اوج پیچ و شتاب‌گیری پس از خروج از پیچ تقسیم شود.

### پیچ معمولی
پیچ معمولی، پیچی است که با مسیرهای مستقیم از پیچ‌های پیشین و پسین خط جدا می‌شود. این پیچ‌ها می‌توانند از پیچ‌های ۱۸۰ درجه (پیچ گیرهٔ سر) تا پیچ‌های پرسرعت با تغییر جهت اندک را در بر گیرند.

#### ورود به پیچ
مرحلهٔ ورود به پیچ معمولاً از ترمزگیری آستانه‌ای در خط مستقیم آغاز می‌شود که هدف آن، دستیابی به نرخ ترمزگیری بیشینه است. پس از آن راننده گردش به سمت داخل پیچ را آغاز می‌کند. در گذشته به بسیاری از رانندگان آموزش داده می‌شد که ترمزگیری را پیش از گردش به سمت داخل پیچ، کامل کنند و با سرعت ثابت، مسیر دایروی‌تری را برای رسیدن به رأس پیچ طی کنند. در سال‌های بعد، بسیاری از رانندگان تصمیم گرفتند که ترمزگیری را پس از شروع گردش کامل کنند. در این حالت، نیروهای ایجاد شده توسط لاستیک‌ها کاهش سرعت خودرو را در راستای بهینه‌تری امکان‌پذیر می‌کنند. بهینه‌تر شدن راستای اعمال نیرو باعث می‌شود که خودرو روی یک منحنی خم اویلر با کاهش شعاع تا رأس پیچ، حرکت کند. اگر این کار به درستی انجام شود، سرعت متوسط بیشتر و زمان عبور کمتری در مقایسه با روش سنتی حاصل می‌شود.

#### اوج پیچ (ایپکس)
به عبارت ساده، ایپکس نقطه‌ای روی بخش داخلی پیچ است که خودرو در کمترین فاصله از آن عبور می‌کند. می‌توان ایپکس را به صورت نقطه‌ای با شعاع کمینه نیز توصیف کرد که کمترین سرعت حرکت در یک پیچ در آن روی می‌دهد. یک راننده ممکن است زودتر یا دیرتر گردش به سمت داخل پیچ را آغاز کند. در گردش زودتر، خودرو با سرعت بیشتر و شعاع بزرگتر به پیچ وارد می‌شود. رانندگان معمولاً مسیر حرکت در پیچ را بر پایهٔ توانایی خودرو برای خروج از پیچ با شتاب بیشتر تنظیم می‌کنند که حالت بهینهٔ آن نیازمند گردش دیرتر است.

#### خروج از پیچ

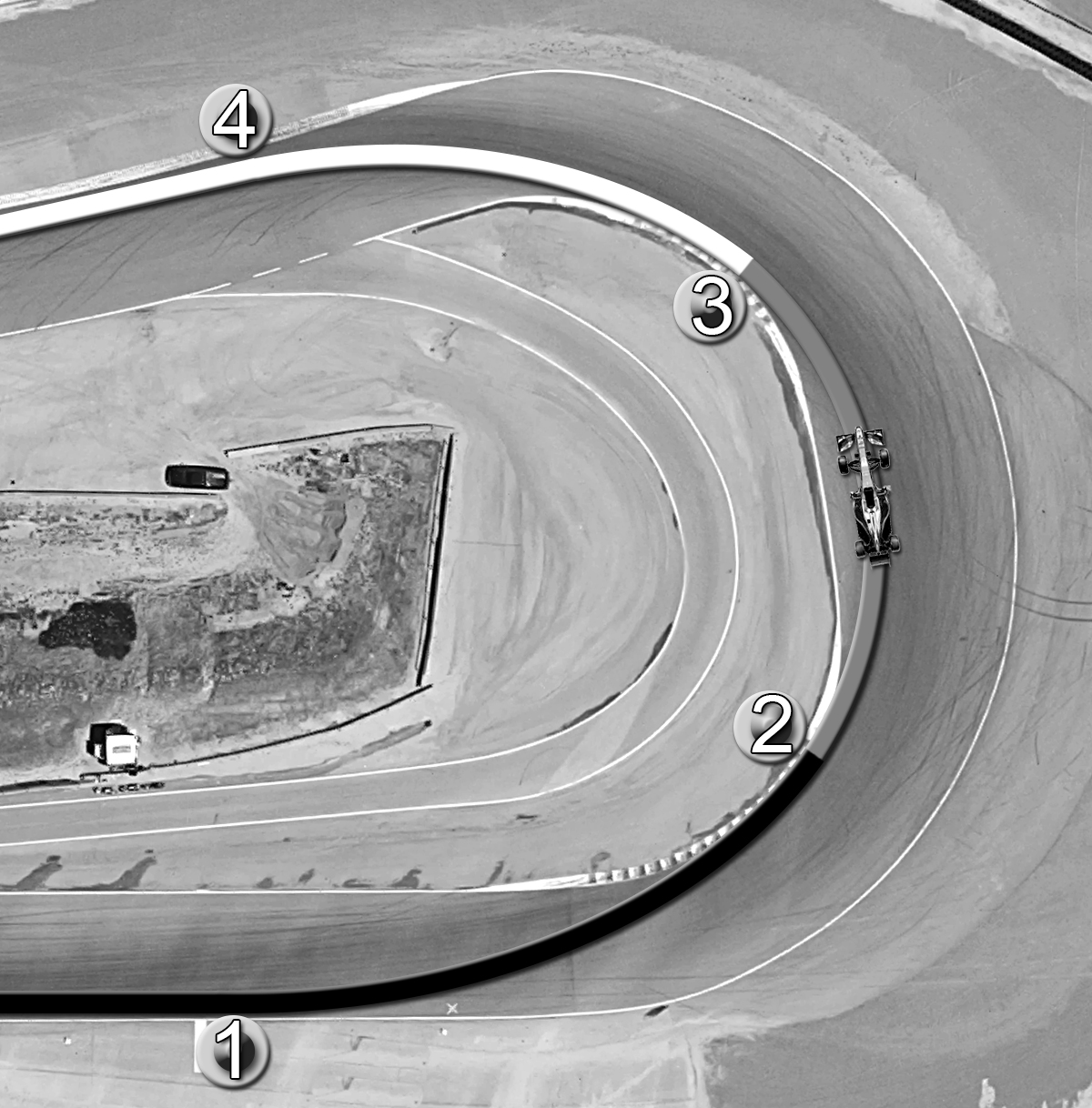
ایپکس دوتایی

مرحلهٔ خروج از پیچ در ایپکس آغاز می‌شود. در آن نقطه، خودرو شتاب‌گیری را آغاز می‌کند. غالباً خروج از پیچ به عنوان مهم‌ترین جنبهٔ یک پیچ برای کمینه کردن زمان دور در نظر گرفته می‌شود؛ در نتیجه بیشترین تمرکز راننده بر بهینه کردن عملکرد در خروج از پیچ است. هدف راننده در خروجی، بیشینه کردن شتاب خودرو در راستای مسیر مستقیم بعدی است. خودروهای با قدرت شتاب‌گیری کمتر در پیچ‌ها معمولاً با گرفتن گاز کامل از ایپکس و طی کردن یک مسیر دایروی‌تر به این هدف دست می‌یابند. در خودروهای با شتاب بیشتر، لغزش چرخ‌ها می‌تواند محدود کننده باشد و اجازه ندهد که راننده با تمام گاز همهٔ خروجی را طی کند.

### مانع
مانع بخشی از مسیر مسابقه است که پیچی با راستای مخالف بلافاصله پس از پیچ دیگری قرار گیرد.

### ایپکس دوتایی
ایپکس دوتایی بخسی از مسیر مسابقه است که پیچی با راستای موافق بلافاصله پس از پیچ دیگری قرار گیرد.